# Ophir (Colorado)
Ophir és una població dels Estats Units a l'estat de Colorado. Segons el cens del 2000 tenia 113 habitants.

## Demografia
Segons el cens del 2000, Ophir tenia 113 habitants, 50 habitatges, i 17 famílies. La densitat de població era de 272,7 habitants per km².
Dels 50 habitatges en un 18% hi vivien nens de menys de 18 anys, en un 26% hi vivien parelles casades, en un 2% dones solteres, i en un 66% no eren unitats familiars. En el 24% dels habitatges hi vivien persones soles el 2% de les quals corresponia a persones de 65 anys o més que vivien soles. El nombre mitjà de persones vivint en cada habitatge era de 2,26 i el nombre mitjà de persones que vivien en cada família era de 2,82.
Per edats la població es repartia de la següent manera: un 14,2% tenia menys de 18 anys, un 2,7% entre 18 i 24, un 65,5% entre 25 i 44, un 16,8% de 45 a 60 i un 0,9% 65 anys o més.
L'edat mediana era de 31 anys. Per cada 100 dones de 18 o més anys hi havia 169,4 homes.
La renda mediana per habitatge era de 57.917 $ i la renda mediana per família de 81.421 $. Els homes tenien una renda mediana de 37.321 $ mentre que les dones 53.750 $. La renda per capita de la població era de 33.579 $. Cap de les famílies i el 6,1% de la població estaven per davall del llindar de pobresa.

## Poblacions més properes
El següent diagrama mostra les poblacions més properes.